# 雨森俊彦
雨森 俊彦（あめのもり としひこ、1876年〈明治3年〉 - 1927年〈昭和2年〉）は、陸軍軍医で保定軍官学校教官・医長。尾張藩士の成瀬光太郎の次男。京都の医家、雨森良意の養子。妻は淡路の藤江氏。号は良意。

## 生涯

### 京都時代
成瀬光太郎の次男として生まれ、10歳の時に京都無二膏・雨森良意の養子となる。1896年（明治29年）京都医専を卒業し、1902年（明治35年）に保定軍官学校（軍官学校）の教官として大陸に渡る。この頃、藤江氏を妻とし、良意の名跡を継ぎ雨森良意となる。

### 大陸時代（前期）
俊彦が着任した頃の軍官学校校長は馮国璋であった。俊彦は段祺瑞が全省陸軍学堂に統一するまでの間、同校の教官、医長を務める。その間、清国戦時衛生に関する諸規定の制定を行った。そのかたわらで、中国医学発展史および、漢方薬に関する研究に従事し、医学会に寄与している。
また、中華民国政府高官に多くの知己を得ていた。特に、段祺瑞、馮国璋、田中玉との親交は厚く、更に、俊彦が在任中の学生には郭松齢、斉燮元、王承斌、蔣介石らがいた。

### 一時帰国時
孫文の日本亡命と同時期に、俊彦は一時帰国を行い雨森氏の発祥の地、滋賀県長浜市高月町雨森で開業を行っている。その際、孫文が沖野ヶ原飛行場で行った中華民国革命軍の飛行訓練に便宜をはかったと残されている。

### 大陸時代（後期）
再び大陸に戻ると大連で開業を行い、紛糾する時代背景の中、日華両国の親善に貢献した。安直戦争後の段祺瑞派の高官を大連の私邸に匿ったと言われている。その時、段祺瑞から送られた「仁術」の文字をはじめ、当時の人物が書き残した書が現在も残されている。1927年（昭和2年）にこの世を去ると、大連市は俊彦の功績を讃えて市葬として遇した。享年51。

## その他
長男の敏彦は満洲医科大学を卒業し、九州帝国大学後藤外科で博士号を取得する。その後、南満洲鉄道の付属病院に勤務。終戦後は八路軍に留用され、中国共産党が勝利するまでの間、医師として国共内戦に従軍する。敏彦の長男は元日本赤十字社医療センター副院長で産婦人科医の雨森良彦。
次男の英彦は壱岐の岩谷家の養子となる。慶應義塾大学から陸軍士官学校に編入。卒業後、満州国軍に入隊。中国語、モンゴル語、ロシア語、韓国語を話した。国軍での最終階級は陸軍上校（大佐）。戦後は愛新覚羅浩と行動を共にしており、国民党軍と合流する予定であったが、八路軍に捕まり銃殺される。